# Madre (cortometraje de 2017)
Madre (2017)  es un cortometraje de ficción escrito y dirigido por Rodrigo Sorogoyen y producido por Caballo Films, Malvalanda  y Apache Films. Está protagonizado por Marta Nieto, Blanca Apilánez y Álvaro Balas.
Ha cosechado múltiples premios y selecciones tras su estreno en marzo de 2017, entre ellos Mejor Cortometraje de Ficción en los Premios Goya de 2018. Fue también nominado a los Óscar en la categoría de mejor cortometraje.
En 2019, Sorogoyen continuó la historia en el largometraje del mismo título, cuyos primeros minutos consisten en el cortometraje íntegro.

## Sinopsis
La cotidiana conversación entre Marta y su madre se convierte en una trágica situación contrarreloj cuando reciben una llamada de su hijo de 6 años desde una playa francesa perdido sin su padre.
Marta y su madre llegan a casa y tienen una conversación informal que se interrumpe por una llamada del hijo de 6 años de Marta. Él le informa que su padre (su exesposo), con quien se encuentra de vacaciones en el sur de Francia, lo ha dejado solo en una playa y tiene miedo porque no sabe dónde está su padre. Marta comienza a preguntarle sobre el paradero de su padre, cuánto tiempo se ha ido y dónde está el niño. Su hijo no sabe dónde está e incluso no está seguro de si está en Francia o en España. Marta le pregunta quién está a su alrededor y él no le dice a nadie. A medida que Marta comienza a preocuparse cada vez más, descubre que el teléfono de su hijo está casi sin energía. Marta hace que su madre hable con su hijo mientras llama a una amiga del padre, pero la amiga no sabe nada de su paradero, ya que no le ha hablado durante algún tiempo. Su hijo le pide que hable con ella y los dos se asustan más y más.
La llamada telefónica del hijo se cae. Marta llama a la policía que le hace varias preguntas y luego le dice que venga y haga un informe. Ella les pregunta si pueden rastrear la llamada y repiten que ella debe venir para hacer un informe. Marta, ahora frustrada y enojada, decide conducir a Francia para buscar a su hijo. Ella sale del apartamento, pero cuando baja las escaleras, el teléfono suena nuevamente.
Es su hijo Ella le pide que describa la playa o cualquier cosa que haya visto ir allí. Ella le dice que comience a caminar por la playa, pero su madre le dice que debería quedarse donde está. En medio de esta conversación, él le dice que un hombre desconocido ha llegado. Él le dice a Marta que el hombre está solo y se ve aliviándose. El hombre está saludando al niño y su hijo informa que está asustado y que no quiere hablar con el hombre.
Marta le dice que corra. Ella le dice que corra y se esconda, y él lo hace. Él le dice que el hombre lo está buscando, y luego Marta escucha la voz del hombre que le hace una pregunta al hijo antes de que la llamada se vuelva a interrumpir. Marta sale del apartamento. La película termina con una breve toma de una playa desierta.

## Créditos
- Director: Rodrigo Sorogoyen
- Guion: Rodrigo Sorogoyen
- Productores: Rodrigo Sorogoyen, María del Puy Alvarado
- Directora de producción: Marta García Larriú
- Director de fotografía: Alex de Pablo
- Directora de arte: Lorena Puerto
- Montaje: Alberto del Campo
- Música Original: Olivier Arson
- Actores: Marta Nieto, Blanca Apilánez, Álvaro Balas

## Premios
| Festival                                          | Premio                                                                          | Año  |
| ------------------------------------------------- | ------------------------------------------------------------------------------- | ---- |
| Donosskino Festival de cortometrajes de Donostia  | Mejor cortometraje y mejor guion                                                | 2018 |
| Festival Internacional de Cine de Lebu            | Premio de Prensa Especializada                                                  | 2018 |
| Festival de Cine de Alcalá de Henares             | Premio Comunidad de Madrid                                                      | 2017 |
| Festival de Cine de Alcalá de Henares             | Premio del público Concejalía de Juventud del Excmo. Ayto. de Alcalá de Henares | 2017 |
| Semana de Cine de Medina de Campo                 | Mejor Fotografía                                                                | 2017 |
| Festival de Cine de Málaga                        | Premio del público y Mejor Actriz                                               | 2017 |
| Semana del Cortometraje de la Comunidad de Madrid | Premio ECAM, Premio Madrid en Corto, Mejor Interpretación Femenina              | 2017 |
| Semana de Cine de Melilla                         | Primer premio                                                                   | 2017 |
| Festival de Cine de Alicante                      | Mejor Director, Mejor Actriz, Mejor Cortometraje Nacional                       | 2017 |
| Festival de Cortometrajes Caostica                | Mejor Cortometraje Sección Videozinema                                          | 2017 |
| Festival de Cine de Alfás del Pi                  | Segundo Premio, Mejor Actriz                                                    | 2017 |
| Festival de Cine de Elche                         | Primer Premio                                                                   | 2017 |
| Festival de Cine de Menorca                       | Premio Illes en Curt                                                            | 2017 |
| Certamen de Cortos y Música - El Pecado           | Mejor cortometraje de ficción                                                   | 2017 |
| Festival Plot-Point - Valdealgorfa                | Mejor Director, Mejor Cortometraje, Mejor Guion                                 | 2017 |
| Festival Villamayor de Cine FEC                   | Mejor Corto, Mejor Actriz, Mejor Sonido, Mejor Director                         | 2017 |
| Festival de Cortos de Ribadedeva - REC            | Mejor actriz                                                                    | 2017 |
| Toronto International Film Fest                   | Seleccionado Short Cuts                                                         | 2017 |
| Certamen de Creación Audiovisual de Cabra         | Mejor corto y Mejor Actriz                                                      | 2017 |
| Festival de Cine de Madrid-PNR                    | Mejor Sonido                                                                    | 2017 |
| Austin Film Festival                              | Seleccionado                                                                    | 2017 |
| Certamen de Cortos de Arnedo Octubre Corto        | Primer Premio                                                                   | 2017 |
| Evolution Mallorca Film Festival - Shorts         | Best Short Film                                                                 | 2017 |
| Premios Goya 2018                                 | Ganador                                                                         | 2017 |